# Cat Power
Cat Power (født Charlyn Marie Marshall 21. januar 1972) er en amerikansk singer-songwriter. Hun har på nuværende tidspunkt udgivet otte albums: You Are Free, Dear Sir, Myra Lee, Moon pix, What will the community think og The Covers Record her fortolker hun andre kunstneres store hits, som fx Rolling Stones' Satisfaction. I 2006 udgav hun så pladen The Greatest og singlen af samme navn. Seneste udgivelse er Jukebox som stort set kun består af covernumre, bortset fra to af numrene, som hun selv har skrevet.
Cat Power har tidligere lavet sin egen fortolkning af Oasis' kæmpehit "Wonderwall".
I januar 2006, (to uger før hendes album "The Greatest" udkom) var hun indlagt pga. alkoholmisbrug. Hun er senere blevet "kureret", men har en slem fortid med både alkohol og en masse stoffer, udtaler hun selv i mange interviews, bl.a. The New York Times' interview, hvor hun hudløs ærligt fortæller om sin fortid som misbruger, og om hvor glad hun er for at være sluppet ud af det.
Cat Power spillede på Roskilde Festival i 2008 og på Heartland Festival 2022.

## Biografi
Charlyn Marshall blev født i den amerikanske stat Georgia. Marshalls far Charlie, er blues-musiker og pianist. Marshall havde derfor en meget omvæltet barndom, hvor hun flyttede rundt mellem de sydamerikanske stater. Til tider boede hun også hos hendes bedstemor.
I interviews har hun snakket åbent om barndommen og siger, at den flytten rundt som barn, forberedte hende til livet som turnerende professionel musiker.
- Wikimedia Commons har flere filer relateret til Cat Power